# 2024년 하즈 참사
2024년 하즈 참사는 2024년 6월 14일부터 19일 사이에 메카로 향하는 하즈 순례 중 최소 1,301명이 기온이 50 °C(122 °F)를 넘는 폭염으로 사망한 사건이다. 마스지드 알하람에서 기록된 가장 뜨거운 온도는 51.8 °C(125.2 °F)였다. 이 외에도 군중 압사 사고로 1명이 사망했다.